# Abbazia di San Vincenzo al Furlo
L'abbazia di San Vincenzo al Furlo o  "di Petra Pertusa" (ad Petram Pertusa), è un'abbazia benedettina non lontano dalla Gola del Furlo, in località Pianacce (nel comune di Acqualagna), in provincia di Pesaro e Urbino, nelle Marche. L'esistenza dell'abbazia è attestata dalle fonti alla fine del X secolo.

## Storia
Il monastero sorse sulla riva sinistra del fiume Candigliano, lungo la via Flaminia, presso la gola del Furlo, dove sorgeva la città di Pitinum Mergens, municipio romano, abbandonato in epoca tardo-antica.
La sua prosperità era legata alle pie offerte dei viaggiatori che attraversavano la gola del Furlo.
Ospitò le reliquie del vescovo di Bevagna san Vincenzo, martire nel 303, dopo che Bevagna era stata distrutta dai Longobardi nel VI secolo. La prima menzione dell'abbazia risale ad un documento del 970, che ricorda la vendita delle reliquie di san Vincenzo a Deodorico, vescovo di Metz.
Il monastero, ospitò nel 1011 san Romualdo di Camaldoli e nel 1042-1043 san Pier Damiani, che vi fu nominato abate e vi scrisse la Vita beati Romualdi.
Nel 1246 fu danneggiata da un incendio nel corso di una contesa territoriale con Cagli, ma venne ricostruita nel 1271, come testimonia l'iscrizione sull'architrave del portale di ingresso alla chiesa.
L'abbazia fu coinvolta nello scisma d'Occidente (1378-1417), quando il suo abate, Nicolò de Baratoli da Spoleto, fu costretto ad abbandonare il monastero dal vescovo di Urbino. Nel 1439 papa Eugenio IV ne decise l'incorporazione alla mensa capitolare della diocesi di Urbino. Nel 1589 il convento, abbandonato dai monaci era divenuto residenza del cappellano.

## Descrizione

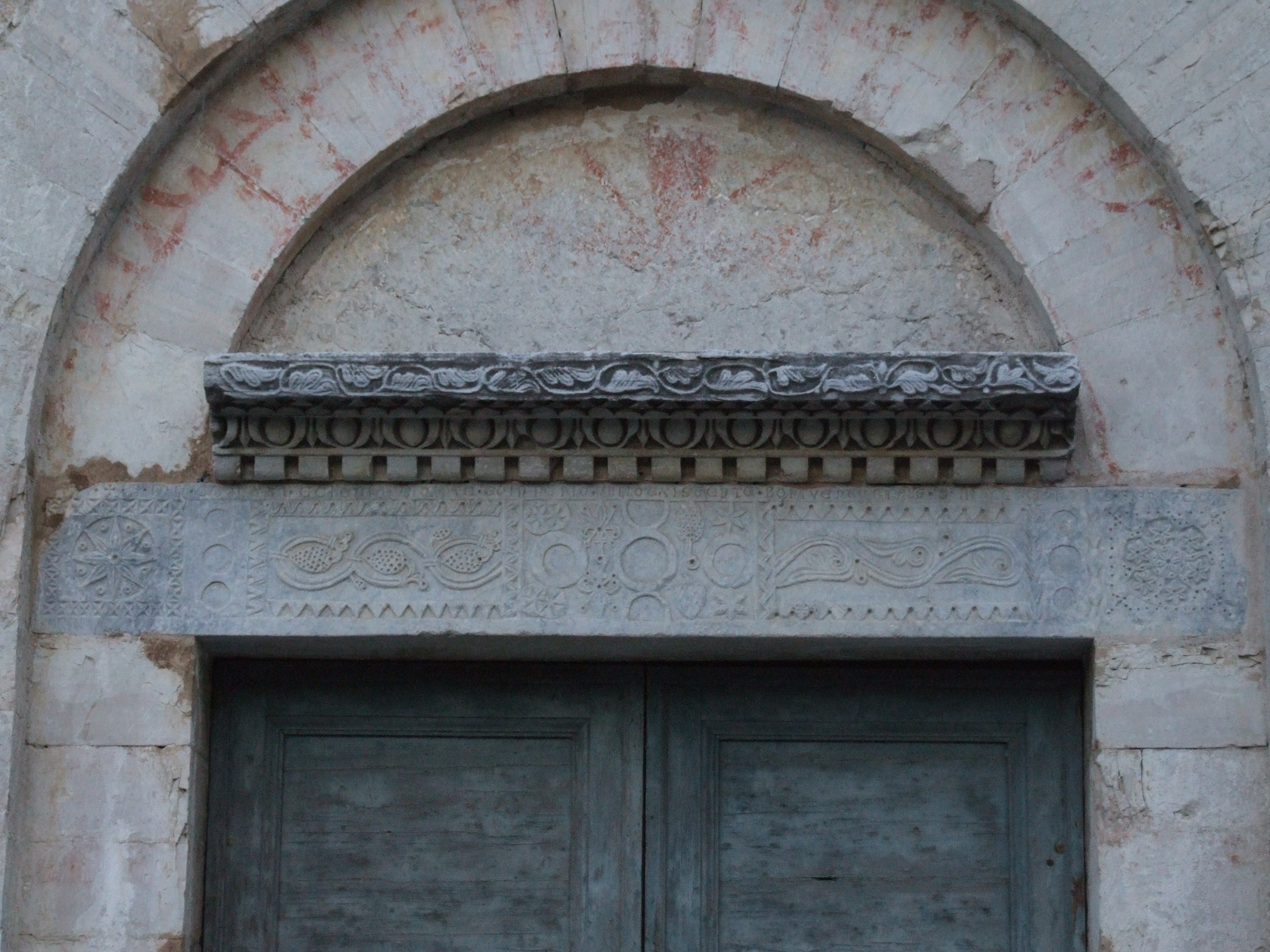
L'architrave del portale e la cornice di rempiego

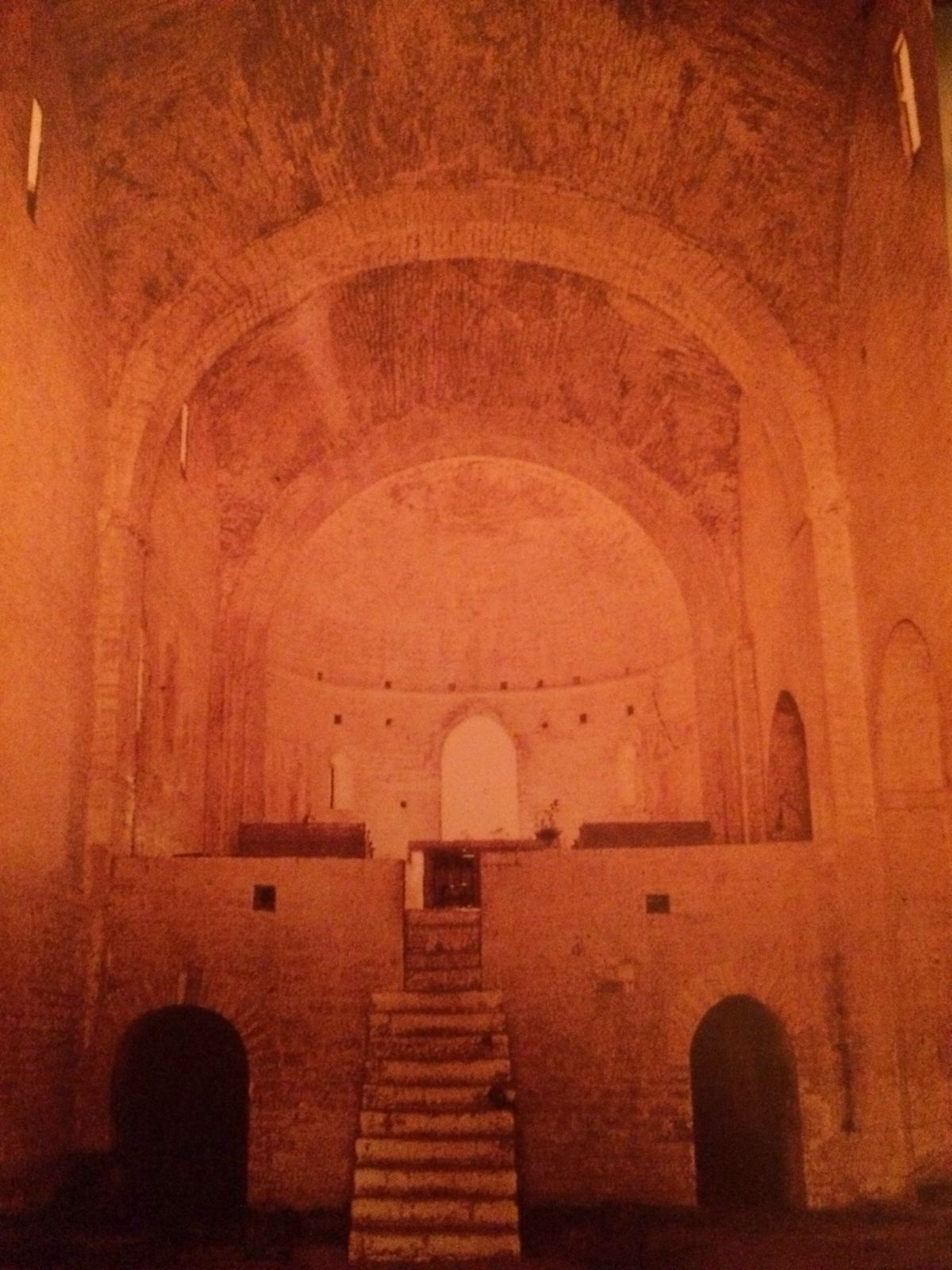
L'interno della chiesa

La chiesa presenta una semplice facciata a capanna, con un portale ad arco con un duecentesco architrave in pietra scolpito , sormontato da una cornice romana di reimpiego; al di sopra del portale la facciata presenta un finestrone risalente ad un rimaneggiamento quattrocentesco.
All'interno la chiesa aveva in origine due navate, ma si presenta oggi a navata unica, terminante con un'abside con finestra ad arco acuto. La navata è coperta da volte a crociera, nelle due campate di fondo, e da un tetto a capriate lignee nella campata iniziale. Il pavimento è costituito da lastre in pietra reimpiegate.
Il presbiterio è rialzato, con stretta scalinata centrale di 15 gradini, sopra una cripta, tripartita da sei colonne, con capitelli a tronco di piramide. Alle pareti del presbiterio si conservano affreschi quattrocenteschi raffiguranti una Madonna con bambino (due raffigurazioni), San Vincenzo e altri santi. Si conserva inoltre il dipinto di una Madonna del latte
Dell'originaria navata destra sono visibili le arcate tamponate sul fianco della chiesa attuale e una piccola abside sul retro. All'interno della chiesa attuale quest'abside è aperta su un vano forse adibito a sacrestia.
Alla destra della chiesa era addossato il chiostro del convento.